# Przemysław Wacha
 Der er for få eller ingen kildehenvisninger i denne artikel, hvilket er et problem. Du kan hjælpe ved at angive troværdige kilder til de påstande, som fremføres i artiklen.

Przemysław Wacha (født 31. januar 1981 i Głubczyce) er en polsk badmintonspiller. Hans største internationale sejr, er en bronzemedalje i EM i 2008 som foregik i Danmark. Wacha var udtaget til at repræsentere Polen ved sommer-OL 2008, hvor han røg ud i tredje runde imod Bao Chunlai fra Kina.